# 権田夏海
権田 夏海（ごんだ なつみ、1991年6月13日 - ）は、日本のアイドル、作詞家。福岡県出身。ドリーミュージック所属。ArcJewel所属。アイドルグループAnge☆Reveのメンバー。アイドルグループDoll☆Elementsのメンバー（リーダー担当）。愛称はごんちゃん。

## 略歴
- 2011年12月 アイドルグループ愛乙女★DOLLの3期研究生ユニットとして結成されたDoll☆Elementsのメンバーとしてデビューした。
- 2014年7月12日 ファン感謝イベント「どる☆フェス」内で、リーダーに就任することが発表された[3]。
- 2017年1月14日 Zepp Tokyoで開催された「Doll☆Elements Last Live 〜Doll Memories〜」をもってDoll☆Elementsは解散。
- 2017年8月21日 Twitter新アカウントにて8月よりArcJewel所属となった事を発表。
- 2017年10月15日 10月18日に行われるAnge☆Reve定期公演より、期間限定で同グループのサポートメンバーとして参加する事を発表（サポート終了日は未発表）。
- 2017年12月27日 Ange☆Reve定期公演内で、サポートメンバーから同グループへ正式加入する事を発表。
- 2021年9月26日、Ange☆Reveから卒業。

## 人物
- 自己紹介は、「どるえれの癒し系、ごんちゃんこと権田夏海です。よろしくお願いします」[4]
- Doll☆Elementsの複数の楽曲の作詞を手掛けるなど、作詞家としての一面も持つ[5]。
- 趣味は読書、テニス、料理。
- 姉と妹がおり、三姉妹の次女である[6]。
- 中高とテニス部に所属しており、特技の一つにテニスをあげている。また、マッサージも得意であり、アイドルになる以前は整体師として勤務していた経験も持つ[7]。
- 尊敬するアイドルとして中島早貴、亀井絵里をあげている[8]。
- ダンスや魅せ方を武器としており、その表現力からセクシーと言われている。
- 好きな色は紫、ピンク、白[9]。
- 好きな食べ物は焼肉、餃子、唐揚げ、麻辣湯、かき氷、生肉、アジア料理。嫌いな食べ物はなし
- 無類の猫好きを自称しているが、権田本人は猫アレルギーを患っている。また猫アレルギー以外にも、米、牛乳、ハウスダスト、スギ、ダニ、卵、牛肉など様々なアレルギーを持っている[10]。

## 出演

### テレビ番組
- Kawaiian TV 二次元同好会（2016年6月21日、KawaiianTV）